# Жуль Массне
Жуль Массне́ (фр. Jules Massenet; 12 травня 1842, Монто, біля Сент-Етьєна — 13 серпня 1912, Париж) — французький композитор.
Народився в родині директора заводу, музичну освіту одержав в паризькій консерваторії по класах фортепіано в Лорана, гармонії в Ребера й композиції в Тома. Незабаром після закінчення консерваторії Массне одержав Римську премію за кантату «Давид Ріцціо», а ще через якийсь час одержав широку популярність після першого виконання його оркестрової сюїти.
В 1867 в театрі «Опера-комік» була поставлена перша опера Массне «Двоюрідна бабуся». Публіка прийняла її схвально, і композитор створив ще кілька робіт у цьому жанрі: «Дон Сезар де Базан», «Марія Магдалина», «Король Лахорский». Остання, поставлена в 1877 році, принесла авторові загальноєвропейську популярність, високо оцінив її Чайковський і ряд інших композиторів і критиків. На наступний рік Массне одержав місце професора класу композиції в Паризькій консерваторії, і викладав там до самої смерті. Серед його учнів — Гюстав Шарпантьє, Ернест Шоссон, Джордже Енеску й інші відомі згодом музиканти.
Творча спадщина композитора містить у собі кілька десятків опер, серед яких найвідомішими є «Манон» (1884), «Вертер» (1892) і «Дон-Кіхот» (1910, по Ж. Лоррену), три балети, оркестрові й камерні твори, численні романси й інші твори.

## Твори

### Опери
- «Есмеральда» (Esméralda) — 1865, не закінчена.
- «Кубок фульського короля» (La coupe du roi de Thulé) — 1866, не ставилася.
- «Двоюрідна бабуся» (La grand'tante) — 1867.
- «Манфред» (Manfred) — 1869, не закінчена.
- «Медуза» (Méduse) — 1870.
- «Дон Сезар де Базан» (Don César de Bazan) — 1872 (друга редакція — 1888).
- «Чудовий Бель-Буль» (L'adorable Bel'-Boul) — 1874.
- «Тамплієри» (Les templiers) — 1875, втрачена.
- «Беранжера та Анатоль» (Bérangère et Anatole) — 1876.
- «Король Лахорський» (Le roi de Lahore) — 1877.
- «Роберт Французький» (Robert de France) — 1880, втрачена.
- «Жирондисти» (Les Girondins) — 1881, втрачена.
- «Іродіада» (Hérodiade) — 1881 (друга редакція — 1884).
- «Манон» (Manon) — 1884.
- «Сід» (Le Cid) — 1885.
- «Есклармонда» (Esclarmonde) — 1889.
- «Маг» (Le mage) — 1891.
- «Вертер» (Werther) — 1892.
- «Таїс» (Thaïs) — 1894 (друга редакція — 1898).
- «Портрет Манон» (Le portrait de Manon) — 1894.
- «Наваррка» (La Navarraise) — 1894.
- «Амадіс» (Amadis) — 1895 (поставлена в 1922).
- «Сафо» (Sapho) — 1897 (друга редакція — 1909).
- «Попелюшка» (Cendrillon) — 1899.
- «Гризельда» (Grisélidis) — 1901.
- «Жонглер Богоматері» (Le jongleur de Notre-Dame) — 1902.
- «Керубіно» (Chérubin) — 1905.
- «Аріадна» (Ariane) — 1906.
- «Тереза » (Thérèse) — 1907.
- «Вакх» (Bacchus) — 1909.
- «Дон Кіхот» (Don Quichotte) — 1910.
- «Рим» (Roma) — 1912.
- «Панург» (Panurge) — 1913.
- «Клеопатра» (Cléopâtre) — 1914.

### Ораторії та кантати
- «Давид Ріццо»  (David Rizzio) -1863.
- «Марія Магдалина» (Marie-Magdeleine) — 1873.
- «Єва» (Ève) — 1875.
- «Нарцис» (Narcisse) — 1877.
- «Богородиця» (La Vierge) — 1880.
- «Вавилон» (Biblis) — 1886.
- «Земля Обітована» (La Terre promise) — 1900.

### Балети
- «Куранти» (Le carillon) — 1892.
- «Цикада» (La cigale) — 1904.
- «Тореадор» (Espada) — 1908.

### Для оркестру
- Перша сюїта — 1865.
- Угорські сцени — 1871.
- Драматичні сцени — 1873.
- Мальовничі сцени — 1874.
- Неаполітанські сцени — 1876.
- Феєричні сцени — 1879.
- ельзаська сцени — 1881.
- Концертна увертюра — 1863.
- Увертюра «Федра» — 1873.
- Увертюра «Брюмер»  — 1899.
- Велика концертна фантазія «Пророк» — 1861.
- Сюїта «Помпея» — 1866.
- Фантазія «Фламандська весілля» — 1867.
- Фантазія «Повернення каравану» — 1867.
- Симфонічна поема «Видіння» — 1890.

### Для інструментів з оркестром
- Фантазія для віолончелі з оркестром — 1897.
- П'єса для двох скрипок з оркестром — 1902.
- Концерт для фортепіано з оркестром — 1903.

### Музика до драматичних спектаклів
- «Ерінії» (в тому числі «Елегія») — 1873.
- «Драма епохи Філіпа II» — 1875.
- «Життя богеми» — 1876.
- «Гетьман» — 1877.
- «Собор Паризької Богоматері» — 1879.
- «Михайло Строгов» — 1880.
- «Нана-Сахін» — 1883.
- «Федора» — 1884.
- «Крокодил» — 1900.
- «Федра» — 1900.
- «Цвіркун на печі» — 1904.
- «Плащ короля» — 1907.
- «Білосніжка і сім гномів» — 1909.
- «Єрусалим»  — 1914.

### Інше
- Більш 200 пісень та романсів на вірші Армана Сильвестра, Альфреда де Мюссе, Віктора Гюго, Теофіля Готьє, Луї Жалье, Мольєра та інших.
- П'єси для фортепіано.
- Завершив та оркестрував оперу Лео Деліба «Касія» — 1893.